# Julio Borbon
Pour les articles homonymes, voir Borbon.
Julio Alberto Borbon (né le 20 février 1986 à Starkville, Mississippi, États-Unis) est un joueur de champ extérieur sous contrat avec les Orioles de Baltimore de la Ligue majeure de baseball.

## Carrière

### Ligues mineures
Julio Borbon est un choix de première ronde des Rangers du Texas en 2007. 
Arrivé en ligue des recrues en 2007, il gradue rapidement en ligues mineures, passant en classe AA en 2008, puis au niveau AAA en 2009. Après avoir maintenu une moyenne au bâton de ,307 en 96 parties pour les RedHawks de l'Oklahoma en 2009, il est rappelé par les Rangers du Texas de la Ligue américaine.

### Rangers du Texas
Borbon joue son premier match dans les Ligues majeures le 29 juin 2009 pour les Rangers contre les Angels de Los Angeles. Il réussit son premier coup sûr et produit son premier point dans les grandes ligues le 1er juillet contre ces mêmes Angels. Le 20 août, il claque son premier coup de circuit en carrière contre les Twins du Minnesota.
Le frappeur gaucher participe à 46 parties en fin de saison 2009 avec les Rangers. Il frappe dans une moyenne au bâton de ,312 avec 49 coups sûrs, 30 points marqués, 4 coups de circuit et 20 points produits. Il se distingue aussi autour des buts avec 19 buts volés en 23 tentatives de vol. Il est utilisé comme frappeur désigné dans 21 de ses 46 matchs avec Texas, mais n'est pas appelé à remplir ce rôle sur une base régulière durant la saison 2010 à la suite de l'embauche par les Rangers de Vladimir Guerrero. On confie plutôt le champ centre au rapide voltigeur. En uniforme dans 137 parties du club texan en 2010, il en joue 133 au champ centre. Il frappe pour ,276 de moyenne au bâton avec 42 points produits et il vole 15 buts. Il joue en Série mondiale avec les Rangers, frappe un coup sûr en deux présences au bâton et marque un point.
En 2011, il est placé sur la liste des blessés en mai puis est rétrogradé aux ligues mineures en juin. Borbon frappe pour ,270 en 32 matchs avec 11 points produits et six vols de buts. On ne le revoit plus chez les Rangers après le 13 mai et ne suit donc pas le parcours de l'équipe vers une présence en Série mondiale 2011.
Il passe l'entière saison 2012 dans les ligues mineures avec l'Express de Round Rock, club-école des Rangers. 

### Cubs de Chicago
Après un seul match joué pour Texas en 2013, Borbon est réclamé au ballottage le 19 avril par les Cubs de Chicago. Il frappe pour ,202 de moyenne au bâton en 72 matchs des Cubs en 2013 et termine la saison avec une moyenne de ,200 en 73 parties jouées.

### Orioles de Baltimore
Borbon rejoint l'organisation des Orioles de Baltimore et passe toute l'année 2014 dans les mineures avec leur club-école, les Tides de Norfolk.